# Athlétisme aux Jeux olympiques d'été de 1992, résultats détaillés
Pour les podiums, voir athlétisme aux Jeux olympiques d'été de 1992

## Sprint

### 100 mètres hommes
| Rang | Athlète            | Pays        | Performance |
| ---- | ------------------ | ----------- | ----------- |
| 1    | Linford Christie   | Royaume-Uni | 9 s 96      |
| 2    | Frankie Fredericks | Namibie     | 10 s 02     |
| 3    | Dennis Mitchell    | États-Unis  | 10 s 04     |
| 4    | Bruny Surin        | Canada      | 10 s 09     |
| 5    | Leroy Burrell      | États-Unis  | 10 s 10     |
| 6    | Olapade Adeniken   | Nigeria     | 10 s 12     |
| 7    | Raymond Stewart    | Jamaïque    | 10 s 22     |
| 8    | Davidson Ezinwa    | Nigeria     | 10 s 26     |

### 100 mètres femmes
| Rang | Athlète         | Pays                        | Performance |
| ---- | --------------- | --------------------------- | ----------- |
| 1    | Gail Devers     | États-Unis                  | 10 s 82     |
| 2    | Juliet Cuthbert | Jamaïque                    | 10 s 83     |
| 3    | Irina Privalova | Équipe unifiée de l’ex-URSS | 10 s 84     |
| 4    | Gwen Torrence   | États-Unis                  | 10 s 86     |
| 5    | Merlene Ottey   | Jamaïque                    | 10 s 86     |
| 6    | Anelia Nuneva   | Bulgarie                    | 11 s 10     |
| 7    | Mary Onyali     | Nigeria                     | 11 s 15     |
| 8    | Liliana Allen   | Cuba                        | 11 s 19     |

### 200 mètres hommes
| Rang | Athlète            | Pays        | Performance |
| ---- | ------------------ | ----------- | ----------- |
| 1    | Mike Marsh         | États-Unis  | 20 s 01     |
| 2    | Frankie Fredericks | Namibie     | 20 s 13     |
| 3    | Michael Bates      | États-Unis  | 20 s 38     |
| 4    | Robson da Silva    | Brésil      | 20 s 45     |
| 5    | Olapade Adeniken   | Nigeria     | 20 s 50     |
| 6    | John Regis         | Royaume-Uni | 20 s 55     |
| 7    | Oluyemi Kayode     | Nigeria     | 20 s 67     |
| 8    | Marcus Adam        | Royaume-Uni | 20 s 80     |

### 200 mètres femmes
| Rang | Athlète           | Pays                        | Performance |
| ---- | ----------------- | --------------------------- | ----------- |
| 1    | Gwen Torrence     | États-Unis                  | 21 s 81     |
| 2    | Juliet Cuthbert   | Jamaïque                    | 22 s 02     |
| 3    | Merlene Ottey     | Jamaïque                    | 22 s 09     |
| 4    | Irina Privalova   | Équipe unifiée de l’ex-URSS | 22 s 19     |
| 5    | Carlette Guidry   | États-Unis                  | 22 s 30     |
| 6    | Grace Jackson     | Jamaïque                    | 22 s 58     |
| 7    | Michelle Finn     | États-Unis                  | 22 s 61     |
| 8    | Galina Malchugina | Équipe unifiée de l’ex-URSS | 22 s 63     |

### 400 mètres hommes
| Rang | Athlète           | Pays              | Performance |
| ---- | ----------------- | ----------------- | ----------- |
| 1    | Quincy Watts      | États-Unis        | 43 s 50     |
| 2    | Steve Lewis       | États-Unis        | 44 s 21     |
| 3    | Samson Kitur      | Kenya             | 44 s 24     |
| 4    | Ian Morris        | Trinité-et-Tobago | 44 s 25     |
| 5    | Roberto Hernández | Cuba              | 44 s 52     |
| 6    | David Grindley    | Royaume-Uni       | 44 s 75     |
| 7    | Ibrahim Ismail    | Qatar             | 45 s 10     |
| 8    | Susumu Takano     | Japon             | 45 s 18     |

### 400 mètres femmes
| Rang | Athlète                    | Pays                        | Performance |
| ---- | -------------------------- | --------------------------- | ----------- |
| 1    | Marie-José Pérec           | France                      | 48 s 83     |
| 2    | Olga Bryzgina              | Équipe unifiée de l’ex-URSS | 49 s 05     |
| 3    | Ximena Restrepo            | Colombie                    | 49 s 64     |
| 4    | Olga Nazarova              | Équipe unifiée de l’ex-URSS | 49 s 69     |
| 5    | Jillian Richardson-Briscoe | Canada                      | 49 s 93     |
| 6    | Rochelle Stevens           | États-Unis                  | 50 s 11     |
| 7    | Sandie Richards            | Jamaïque                    | 50 s 19     |
| 8    | Phylis Smith               | Royaume-Uni                 | 50 s 87     |

## Course de demi-fond

### 800 mètres hommes
| Rang | Athlète           | Pays        | Performance   |
| ---- | ----------------- | ----------- | ------------- |
| 1    | William Tanui     | Kenya       | 1 min 43 s 66 |
| 2    | Nixon Kiprotich   | Kenya       | 1 min 43 s 70 |
| 3    | Johnny Gray       | États-Unis  | 1 min 43 s 97 |
| 4    | José Luíz Barbosa | Brésil      | 1 min 45 s 06 |
| 5    | Andrea Benvenuti  | Italie      | 1 min 45 s 23 |
| 6    | Curtis Robb       | Royaume-Uni | 1 min 45 s 57 |
| 7    | Reda Abdenouz     | Algérie     | 1 min 48 s 34 |
| 8    | Mark Everett      | États-Unis  | DNF           |

### 800 mètres femmes
| Rang | Athlète            | Pays                        | Performance   |
| ---- | ------------------ | --------------------------- | ------------- |
| 1    | Ellen van Langen   | Pays-Bas                    | 1 min 55 s 54 |
| 2    | Lilia Nurutdinova  | Équipe unifiée de l’ex-URSS | 1 min 55 s 99 |
| 3    | Ana Fidelia Quirot | Cuba                        | 1 min 56 s 80 |
| 4    | Inna Yevseyeva     | Équipe unifiée de l’ex-URSS | 1 min 57 s 20 |
| 5    | Maria Mutola       | Mozambique                  | 1 min 57 s 49 |
| 6    | Ella Kovacs        | Roumanie                    | 1 min 57 s 95 |
| 7    | Joetta Clark       | États-Unis                  | 1 min 58 s 06 |
| 8    | Lyubov Gurina      | Équipe unifiée de l’ex-URSS | 1 min 58 s 13 |

### 1 500 mètres hommes
| Rang | Athlète            | Pays       | Performance   |
| ---- | ------------------ | ---------- | ------------- |
| 1    | Fermin Cacho       | Espagne    | 3 min 40 s 12 |
| 2    | Rachid El-Basir    | Maroc      | 3 min 40 s 62 |
| 3    | Mohamed Suleiman   | Qatar      | 3 min 40 s 69 |
| 4    | Joseph Chesire     | Kenya      | 3 min 41 s 12 |
| 5    | Jonah Birir        | Kenya      | 3 min 41 s 27 |
| 6    | Jens-Peter Herold  | Allemagne  | 3 min 41 s 53 |
| 7    | Noureddine Morceli | Algérie    | 3 min 41 s 70 |
| 8    | Jim Spivey         | États-Unis | 3 min 41 s 74 |

### 1 500 mètres femmes
| Rang | Athlète                | Pays                        | Performance   |
| ---- | ---------------------- | --------------------------- | ------------- |
| 1    | Hassiba Boulmerka      | Algérie                     | 3 min 55 s 30 |
| 2    | Ludmila Rogacheva      | Équipe unifiée de l’ex-URSS | 3 min 56 s 91 |
| 3    | Qu Yunxia              | Chine                       | 3 min 57 s 08 |
| 4    | Tatyana Dorovski       | Équipe unifiée de l’ex-URSS | 3 min 57 s 92 |
| 5    | Liu Li                 | Chine                       | 4 min 00 s 20 |
| 6    | Maite Zúñiga           | Espagne                     | 4 min 00 s 59 |
| 7    | Malgorzata Rydz        | Pologne                     | 4 min 01 s 91 |
| 8    | Yekaterina Podkopayeva | Équipe unifiée de l’ex-URSS | 4 min 02 s 03 |

## Course de fond

### 3 000 mètres femmes
| Rang | Athlète          | Pays                        | Performance   |
| ---- | ---------------- | --------------------------- | ------------- |
| 1    | Yelena Romanova  | Équipe unifiée de l’ex-URSS | 8 min 46 s 04 |
| 2    | Tatyana Dorovski | Équipe unifiée de l’ex-URSS | 8 min 46 s 85 |
| 3    | Angela Chalmers  | Canada                      | 8 min 47 s 22 |
| 4    | Sonia O'Sullivan | Irlande                     | 8 min 47 s 41 |
| 5    | PattiSue Plumer  | États-Unis                  | 8 min 48 s 29 |
| 6    | Yelena Kopitova  | Équipe unifiée de l’ex-URSS | 8 min 49 s 55 |
| 7    | Shelly Steely    | États-Unis                  | 8 min 52 s 67 |
| 8    | Yvonne Murray    | Royaume-Uni                 | 8 min 55 s 85 |

### 5 000 mètres hommes
| Rang | Athlète         | Pays        | Performance    |
| ---- | --------------- | ----------- | -------------- |
| 1    | Dieter Baumann  | Allemagne   | 13 min 12 s 52 |
| 2    | Paul Bitok      | Kenya       | 13 min 12 s 71 |
| 3    | Fita Bayisa     | Éthiopie    | 13 min 13 s 03 |
| 4    | Brahim Boutayeb | Maroc       | 13 min 13 s 27 |
| 5    | Yobes Ondieki   | Kenya       | 13 min 17 s 50 |
| 6    | Worku Bikila    | Éthiopie    | 13 min 23 s 52 |
| 7    | Rob Denmark     | Royaume-Uni | 13 min 27 s 76 |
| 8    | Abel Anton      | Espagne     | 13 min 27 s 80 |

### 10 000 mètres hommes
| Rang | Athlète          | Pays     | Performance    |
| ---- | ---------------- | -------- | -------------- |
| 1    | Khalid Skah      | Maroc    | 27 min 46 s 70 |
| 2    | Richard Chelimo  | Kenya    | 27 min 47 s 72 |
| 3    | Addis Abebe      | Éthiopie | 28 min 00 s 72 |
| 4    | Salvatore Antibo | Italie   | 28 min 11 s 39 |
| 5    | Arturo Barrios   | Mexique  | 28 min 17 s 79 |
| 6    | German Silva     | Mexique  | 28 min 20 s 19 |
| 7    | William Koech    | Kenya    | 28 min 25 s 18 |
| 8    | Moses Tanui      | Kenya    | 28 min 27 s 11 |

### 10 000 mètres femmes
| Rang | Athlète          | Pays           | Performance    |
| ---- | ---------------- | -------------- | -------------- |
| 1    | Derartu Tulu     | Éthiopie       | 31 min 06 s 02 |
| 2    | Elana Meyer      | Afrique du Sud | 31 min 11 s 75 |
| 3    | Lynn Jennings    | États-Unis     | 31 min 19 s 89 |
| 4    | Zhong Huandi     | Chine          | 31 min 21 s 08 |
| 5    | Liz McColgan     | Royaume-Uni    | 31 min 26 s 11 |
| 6    | Wang Xiuting     | Chine          | 31 min 28 s 06 |
| 7    | Uta Pippig       | Allemagne      | 31 min 36 s 45 |
| 8    | Judi St. Hilaire | États-Unis     | 31 min 38 s 0  |

## Courses de haies

### 100 mètres haies femmes
| Rang | Athlète              | Pays                        | Performance |
| ---- | -------------------- | --------------------------- | ----------- |
| 1    | Paraskevi Patoulidou | Grèce                       | 12 s 64     |
| 2    | LaVonna Martin       | États-Unis                  | 12 s 69     |
| 3    | Yordanka Donkova     | Bulgarie                    | 12 s 70     |
| 4    | Lynda Tolbert        | États-Unis                  | 12 s 75     |
| 5    | Gail Devers          | États-Unis                  | 12 s 75     |
| 6    | Aliuska Lopez        | Cuba                        | 12 s 87     |
| 7    | Natalya Kolovanova   | Équipe unifiée de l’ex-URSS | 13 s 01     |
| 8    | Odalys Adams         | Cuba                        | 13 s 57     |

### 110 mètres haies hommes
| Rang | Athlète             | Pays        | Performance |
| ---- | ------------------- | ----------- | ----------- |
| 1    | Mark McKoy          | Canada      | 13 s 12     |
| 2    | Tony Dees           | États-Unis  | 13 s 24     |
| 3    | Jack Pierce         | États-Unis  | 13 s 26     |
| 4    | Tony Jarrett        | Royaume-Uni | 13 s 26     |
| 5    | Florian Schwarthoff | Allemagne   | 13 s 29     |
| 6    | Emilio Valle        | Cuba        | 13 s 41     |
| 7    | Colin Jackson       | Royaume-Uni | 13 s 46     |
| 8    | Hughie Teape        | Royaume-Uni | 14 s 00     |

### 400 mètres haies hommes
| Rang | Athlète           | Pays                        | Performance  |
| ---- | ----------------- | --------------------------- | ------------ |
| 1    | Kevin Young       | États-Unis                  | 46 s 78 (RM) |
| 2    | Winthrop Graham   | Jamaïque                    | 47 s 66      |
| 3    | Kriss Akabusi     | Royaume-Uni                 | 47 s 82      |
| 4    | Stéphane Diagana  | France                      | 48 s 13      |
| 5    | Niklas Wallenlind | Suède                       | 48 s 63      |
| 6    | Oleh Tverdokhlib  | Équipe unifiée de l’ex-URSS | 48 s 63      |
| 7    | Stéphane Caristan | France                      | 48 s 86      |
| 8    | David Patrick     | États-Unis                  | 49 s 26      |

### 400 mètres haies femmes
| Rang | Athlète               | Pays                        | Performance |
| ---- | --------------------- | --------------------------- | ----------- |
| 1    | Sally Gunnell         | Royaume-Uni                 | 53 s 23     |
| 2    | Sandra Farmer-Patrick | États-Unis                  | 53 s 69     |
| 3    | Janeene Vickers       | États-Unis                  | 54 s 31     |
| 4    | Tatyana Ledovskaya    | Équipe unifiée de l’ex-URSS | 54 s 31     |
| 5    | Vera Ordina           | Équipe unifiée de l’ex-URSS | 54 s 83     |
| 6    | Margarita Ponomaryova | Équipe unifiée de l’ex-URSS | 54 s 83     |
| 7    | Deon Hemmings         | Jamaïque                    | 55 s 58     |
| 8    | Myrtle Bothma         | Afrique du Sud              | DNF         |

### 3 000 mètres steeple hommes
| Rang | Athlète                 | Pays        | Performance   |
| ---- | ----------------------- | ----------- | ------------- |
| 1    | Matthew Birir           | Kenya       | 8 min 08 s 84 |
| 2    | Patrick Sang            | Kenya       | 8 min 09 s 55 |
| 3    | William Mutwol          | Kenya       | 8 min 10 s 74 |
| 4    | Alessandro Lambruschini | Italie      | 8 min 15 s 52 |
| 5    | Steffen Brand           | Allemagne   | 8 min 16 s 60 |
| 6    | Tom Hanlon              | Royaume-Uni | 8 min 18 s 14 |
| 7    | Brian Diemer            | États-Unis  | 8 min 18 s 77 |
| 8    | Azzedine Brahmi         | Algérie     | 8 min 20 s 71 |

## Relais

### 4 × 100 mètres hommes
| Rang | Athlètes                                                            | Pays                        | Performance  |
| ---- | ------------------------------------------------------------------- | --------------------------- | ------------ |
| 1    | Mike Marsh Leroy Burrell Dennis Mitchell Carl Lewis                 | États-Unis                  | 37 s 40 (RM) |
| 2    | Oluyemi Kayode Chidi Imoh Davidson Ezinwa Olapade Adeniken          | Nigeria                     | 37 s 98      |
| 3    | Andres Simon Joel Lamela Joel Isasi Jorge Luis Aguilera             | Cuba                        | 38 s 00      |
| 4    | Marcus Adam Tony Jarrett John Regis Linford Christie                | Royaume-Uni                 | 38 s 08      |
| 5    | Pavel Galkin Edvin Ivanov Andrey Fedoriv Vitaliy Savin              | Équipe unifiée de l’ex-URSS | 38 s 17      |
| 6    | Shinji Aoto Hisatsugu Suzuki Satoru Inoue Tatsuo Sugimoto           | Japon                       | 38 s 77      |
| 7    | Christoph Pöstinger Thomas Renner Andreas Berger Franz Ratzenberger | Autriche                    | 39 s 30      |
| 8    | Franck Waota Jean Olivier Zirignon Gilles Bogui Ouattara Lagazane   | Côte d'Ivoire               | 39 s 31      |

### 4 × 100 mètres femmes
| Rang | Athlètes                                                                         | Pays                        | Performance |
| ---- | -------------------------------------------------------------------------------- | --------------------------- | ----------- |
| 1    | Evelyn Ashford Esther Jones Carlette Guidry Gwen Torrence                        | États-Unis                  | 42 s 11     |
| 2    | Olga Bogoslovskaya Galina Malchugina Marina Trandenkova Irina Privalova          | Équipe unifiée de l’ex-URSS | 42 s 16     |
| 3    | Beatrice Utondu Faith Idehen Christy Opara-Thompson Mary Onyali                  | Nigeria                     | 42 s 81     |
| 4    | Patricia Girard Odiah Sidibé Laurence Bily Marie-José Pérec                      | France                      | 42 s 85     |
| 5    | Andrea Philipp Silke Knoll Andrea Thomas Sabine Gunther                          | Allemagne                   | 43 s 12     |
| 6    | Melissa Moore Melinda Gainsford Kathy Sambell Kerry Johnson                      | Australie                   | 43 s 77     |
| 7    | Michelle Freeman Juliet Cuthbert Dahlia Duhaney Merlene Ottey                    | Jamaïque                    | DNF         |
| 8    | Eusebia Riquelme Terrazon Aliuska Lopez Idalmis Bonne Rauseak Liliana Allen Doll | Cuba                        | DNF         |

### 4 × 400 mètres hommes
| Rang | Athlètes                                                                         | Pays              | Performance        |
| ---- | -------------------------------------------------------------------------------- | ----------------- | ------------------ |
| 1    | Andrew Valmon Quincy Watts Michael Johnson Steve Lewis                           | États-Unis        | 2 min 55 s 74 (RM) |
| 2    | Lazaro Martinez Despaigne Hector Herrera Ortiz Norberto Tellez Roberto Hernández | Cuba              | 2 min 59 s 51      |
| 3    | Roger Black David Grindley Kriss Akabusi John Regis                              | Royaume-Uni       | 2 min 59 s 73      |
| 4    | Robson da Silva Edielson Rochatenorio Sergio de Menezes Sidney Telles            | Brésil            | 3 min 01 s 61      |
| 5    | Udeme Ekpeyong Emmanuel Okoli Hassan Bosso Sunday Bada                           | Nigeria           | 3 min 01 s 71      |
| 6    | Alessandro Aimar Marco Vacarri Fabio Grossi Andrea Nuti                          | Italie            | 3 min 02 s 18      |
| 7    | Alvin Daniel Patrick Delice Neil de Silva Ian Morris                             | Trinité-et-Tobago | 3 min 03 s 31      |
| 8    | Samson Kitur Abednego Matilu Simeon Kipkemboi Simon Kemboi                       | Kenya             | DNF                |

### 4 × 400 mètres femmes
| Rang | Athlètes                                                                  | Pays                        | Performance   |
| ---- | ------------------------------------------------------------------------- | --------------------------- | ------------- |
| 1    | Yelena Ruzina Lyudmyla Dzhygalova Olga Nazarova Olha Bryzhina             | Équipe unifiée de l’ex-URSS | 3 min 20 s 20 |
| 2    | Natasha Kaiser Gwen Torrence Jearl Miles Rochelle Stevens                 | États-Unis                  | 3 min 20 s 92 |
| 3    | Phylis Smith Sandra Douglas Jennifer Stoute Sally Gunnell                 | Royaume-Uni                 | 3 min 24 s 23 |
| 4    | Rosey Edeh Charmaine Crooks Camille Anise Noël Jillian Richardson-Briscoe | Canada                      | 3 min 25 s 60 |
| 5    | Catherine Scott Cathy Ann Rattray Juliet Campbell Sandie Richards         | Jamaïque                    | 3 min 25 s 66 |
| 6    | Uta Rohländer Heike Meissner Linda Kisabaka Anja Rücker                   | Allemagne                   | 3 min 26 s 37 |
| 7    | Cathy Freeman Susan Andrews Renée Poetschka Michelle Lock                 | Australie                   | 3 min 26 s 42 |
| 8    | Marta Moreira Lucrecia Jardim Elsa Amaral Eduarda Coelho                  | Portugal                    | 3 min 36 s 85 |

## Courses sur route

### Marathon hommes
| Rang | Athlète           | Pays         | Performance     |
| ---- | ----------------- | ------------ | --------------- |
| 1    | Hwang Young-cho   | Corée du Sud | 2 h 13 min 23 s |
| 2    | Koichi Morishita  | Japon        | 2 h 13 min 45 s |
| 3    | Stephan Freigang  | Allemagne    | 2 h 14 min 00 s |
| 4    | Takeyuki Nakayama | Japon        | 2 h 14 min 02 s |
| 5    | Salvatore Bettiol | Italie       | 2 h 14 min 15 s |
| 6    | Salah Kokaich     | Maroc        | 2 h 14 min 25 s |
| 7    | Jan Huruk         | Pologne      | 2 h 14 min 32 s |
| 8    | Hiromi Taniguchi  | Japon        | 2 h 14 min 42 s |

### Marathon femmes
| Rang | Athlète             | Pays                        | Performance     |
| ---- | ------------------- | --------------------------- | --------------- |
| 1    | Valentina Yegorova  | Équipe unifiée de l’ex-URSS | 2 h 32 min 41 s |
| 2    | Yuko Arimori        | Japon                       | 2 h 32 min 49 s |
| 3    | Lorraine Moller     | Nouvelle-Zélande            | 2 h 33 min 59 s |
| 4    | Sachiko Yamashita   | Japon                       | 2 h 36 min 26 s |
| 5    | Katrin Dörre        | Allemagne                   | 2 h 36 min 48 s |
| 6    | Mun Gyong Ae        | Corée du Nord               | 2 h 37 min 03 s |
| 7    | Manuela Machado     | Portugal                    | 2 h 38 min 22 s |
| 8    | Ramilia Burangulova | Équipe unifiée de l’ex-URSS | 2 h 38 min 46 s |

### 10 km marche femmes
| Rang | Athlète           | Pays                        | Performance |
| ---- | ----------------- | --------------------------- | ----------- |
| 1    | Chen Yueling      | Chine                       | 44 min 32 s |
| 2    | Yelena Nikolayeva | Équipe unifiée de l’ex-URSS | 44 min 33 s |
| 3    | Li Chunxiu        | Chine                       | 44 min 41 s |
| 4    | Sari Essayah      | Finlande                    | 45 min 08 s |
| 5    | Cui Yingzi        | Chine                       | 45 min 15 s |
| 6    | Madelein Svensson | Suède                       | 45 min 17 s |
| 7    | Annarita Sidoti   | Italie                      | 45 min 23 s |
| 8    | Yelana Sayko      | Équipe unifiée de l’ex-URSS | 45 min 23 s |

### 20 km marche hommes
| Rang | Athlète                | Pays    | Performance     |
| ---- | ---------------------- | ------- | --------------- |
| 1    | Daniel Plaza Montero   | Espagne | 1 h 21 min 45 s |
| 2    | Guillaume Leblanc      | Canada  | 1 h 22 min 25 s |
| 3    | Giovanni de Benedictis | Italie  | 1 h 23 min 11 s |
| 4    | Maurizio Damilano      | Italie  | 1 h 23 min 39 s |
| 5    | Chen Shaoguo           | Chine   | 1 h 24 min 06 s |
| 6    | Jimmy McDonald         | Irlande | 1 h 25 min 16 s |
| 7    | Daniel Garcia          | Mexique | 1 h 25 min 35 s |
| 8    | Sandor Urbanik         | Hongrie | 1 h 26 min 08 s |

### 50 km marche hommes
| Rang | Athlète           | Pays                        | Performance     |
| ---- | ----------------- | --------------------------- | --------------- |
| 1    | Andrey Perlov     | Équipe unifiée de l’ex-URSS | 3 h 50 min 13 s |
| 2    | Carlos Mercenario | Mexique                     | 3 h 52 min 09 s |
| 3    | Ronald Weigel     | Allemagne                   | 3 h 53 min 45 s |
| 4    | Valeriy Spitsyn   | Équipe unifiée de l’ex-URSS | 3 h 54 min 39 s |
| 5    | Roman Mrázek      | Tchéquie                    | 3 h 55 min 21 s |
| 6    | Hartwig Gauder    | Allemagne                   | 3 h 56 min 47 s |
| 7    | Valentin Kononen  | Finlande                    | 3 h 57 min 21 s |
| 8    | Miguel Rodriguez  | Mexique                     | 3 h 58 min 26 s |

## Sauts

### Saut en hauteur hommes
| Rang | Athlète          | Pays       | Performance |
| ---- | ---------------- | ---------- | ----------- |
| 1    | Javier Sotomayor | Cuba       | 2,34 m      |
| 2    | Patrik Sjöberg   | Suède      | 2,34 m      |
| 3    | Artur Partyka    | Pologne    | 2,34 m      |
| 3    | Tim Forsyth      | Australie  | 2,34 m      |
| 3    | Hollis Conway    | États-Unis | 2,34 m      |
| 6    | Ralf Sonn        | Allemagne  | 2,31 m      |
| 7    | Troy Kemp        | Bahamas    | 2,31 m      |
| 8    | Marino Drake     | Cuba       | 2,28 m      |
| 8    | Charles Austin   | États-Unis | 2,28 m      |
| 8    | Dragutin Topic   | Modèle:IOP | 2,28 m      |

### Saut en hauteur femmes
| Rang | Athlète            | Pays      | Performance |
| ---- | ------------------ | --------- | ----------- |
| 1    | Heike Henkel       | Allemagne | 2,02 m      |
| 2    | Galina Astafei     | Roumanie  | 2,00 m      |
| 3    | Ioamnet Quintero   | Cuba      | 1,97 m      |
| 4    | Stefka Kostadinova | Bulgarie  | 1,94 m      |
| 5    | Sigrid Kirchmann   | Autriche  | 1,94 m      |
| 6    | Silvia Costa       | Cuba      | 1,94 m      |
| 7    | Megumi Sato        | Japon     | 1,91 m      |
| 8    | Alison Inverarity  | Australie | 1,91 m      |

### Saut à la perche hommes
| Rang | Athlète         | Pays                        | Performance |
| ---- | --------------- | --------------------------- | ----------- |
| 1    | Maxim Tarasov   | Équipe unifiée de l’ex-URSS | 5,80 m      |
| 2    | Igor Trandenkov | Équipe unifiée de l’ex-URSS | 5,80 m      |
| 3    | Javier Garcia   | Espagne                     | 5,75 m      |
| 4    | Kory Tarpenning | États-Unis                  | 5,75 m      |
| 5    | David Volz      | États-Unis                  | 5,65 m      |
| 6    | Asko Peltoniemi | Finlande                    | 5,60 m      |
| 7    | Philippe Collet | France                      | 5,55 m      |
| 8    | Yevgeny Krasnov | Israël                      | 5,40 m      |

### Saut en longueur hommes
| Rang | Athlète                | Pays                        | Performance |
| ---- | ---------------------- | --------------------------- | ----------- |
| 1    | Carl Lewis             | États-Unis                  | 8,67 m      |
| 2    | Mike Powell            | États-Unis                  | 8,64 m      |
| 3    | Joe Greene             | États-Unis                  | 8,34 m      |
| 4    | Ivan Pedroso           | Cuba                        | 8,11 m      |
| 5    | Jaime Jefferson        | Cuba                        | 8,08 m      |
| 6    | Konstadínos Koukodímos | Grèce                       | 8,04 m      |
| 7    | Dmitriy Bagryanov      | Équipe unifiée de l’ex-URSS | 7,98 m      |
| 8    | Huang Geng             | Chine                       | 7,87 m      |

### Saut en longueur femmes
| Rang | Athlète              | Pays                        | Performance |
| ---- | -------------------- | --------------------------- | ----------- |
| 1    | Heike Drechsler      | Allemagne                   | 7,14 m      |
| 2    | Inessa Kravets       | Équipe unifiée de l’ex-URSS | 7,12 m      |
| 3    | Jackie Joyner-Kersee | États-Unis                  | 7,07 m      |
| 4    | Mirela Dulgheru      | Roumanie                    | 6,71 m      |
| 5    | Irina Mushailova     | Équipe unifiée de l’ex-URSS | 6,68 m      |
| 6    | Sharon Couch         | États-Unis                  | 6,66 m      |
| 7    | Sheila Echols        | États-Unis                  | 6,62 m      |
| 8    | Susen Tiedtke        | Allemagne                   | 6,60 m      |

### Triple saut hommes
| Rang | Athlète             | Pays                        | Performance  |
| ---- | ------------------- | --------------------------- | ------------ |
| 1    | Mike Conley         | États-Unis                  | 18,17 m (RM) |
| 2    | Charles Simpkins    | États-Unis                  | 17,60 m      |
| 3    | Frank Rutherford    | Bahamas                     | 17,36 m      |
| 4    | Leonid Voloshin     | Équipe unifiée de l’ex-URSS | 17,32 m      |
| 5    | Brian Wellman       | Bermudes                    | 17,24 m      |
| 6    | Yoelvis Quesada     | Cuba                        | 17,18 m      |
| 7    | Aleksandr Kovalenko | Équipe unifiée de l’ex-URSS | 17,06 m      |
| 8    | Zou Sixin           | Chine                       | 17,00 m      |

## Lancers

### Lancer du poids hommes
| Rang | Athlète            | Pays                        | Performance |
| ---- | ------------------ | --------------------------- | ----------- |
| 1    | Mike Stulce        | États-Unis                  | 21,70 m     |
| 2    | Jim Doehring       | États-Unis                  | 20,96 m     |
| 3    | Vyacheslav Lykho   | Équipe unifiée de l’ex-URSS | 20,94 m     |
| 4    | Werner Günthör     | Suisse                      | 20,91 m     |
| 5    | Ulf Timmermann     | Allemagne                   | 20,49 m     |
| 6    | Klaus Bodenmüller  | Autriche                    | 20,48 m     |
| 7    | Dragan Peric       | Yougoslavie                 | 20,32 m     |
| 8    | Aleksandr Klimenko | Équipe unifiée de l’ex-URSS | 20,23 m     |

### Lancer du poids femmes
| Rang | Athlète             | Pays                        | Performance |
| ---- | ------------------- | --------------------------- | ----------- |
| 1    | Svetlana Krivelyova | Équipe unifiée de l’ex-URSS | 21,06 m     |
| 2    | Huang Zhihong       | Chine                       | 20,47 m     |
| 3    | Kathrin Neimke      | Allemagne                   | 19,78 m     |
| 4    | Belsy Laza          | Cuba                        | 19,70 m     |
| 5    | Zhou Tianhua        | Chine                       | 19,26 m     |
| 6    | Svetla Mitkova      | Bulgarie                    | 19,23 m     |
| 7    | Stephanie Storp     | Allemagne                   | 19,10 m     |
| 8    | Vita Pavlysh        | Équipe unifiée de l’ex-URSS | 18,69 m     |

### Lancer du disque hommes
| Rang | Athlète            | Pays                        | Performance |
| ---- | ------------------ | --------------------------- | ----------- |
| 1    | Romas Ubartas      | Lituanie                    | 65,12 m     |
| 2    | Jürgen Schult      | Allemagne                   | 64,94 m     |
| 3    | Roberto Moya       | Cuba                        | 64,12 m     |
| 4    | Costel Grasu       | Roumanie                    | 62,86 m     |
| 5    | Attila Horvath     | Hongrie                     | 62,82 m     |
| 6    | Juan Martinez      | Cuba                        | 64,64 m     |
| 7    | Dmitry Kovchun     | Équipe unifiée de l’ex-URSS | 62,04 m     |
| 8    | Dmitri Chevtchenko | Équipe unifiée de l’ex-URSS | 61,78 m     |

### Lancer du disque femmes
| Rang | Athlète             | Pays                        | Performance |
| ---- | ------------------- | --------------------------- | ----------- |
| 1    | Maritza Martén      | Cuba                        | 70,06 m     |
| 2    | Tsvetanka Khristova | Bulgarie                    | 67,78 m     |
| 3    | Daniela Costian     | Australie                   | 66,24 m     |
| 4    | Larissa Korotkevich | Équipe unifiée de l’ex-URSS | 65,52 m     |
| 5    | Olga Burova         | Équipe unifiée de l’ex-URSS | 64,02 m     |
| 6    | Hilda Ramos         | Cuba                        | 63,80 m     |
| 7    | Irina Yachenko      | Équipe unifiée de l’ex-URSS | 63,74 m     |
| 8    | Stefania Simova     | Bulgarie                    | 63,42 m     |

### Lancer du marteau hommes
| Rang | Athlète           | Pays                        | Performance |
| ---- | ----------------- | --------------------------- | ----------- |
| 1    | Andreï Abduvaliev | Équipe unifiée de l’ex-URSS | 82,54 m     |
| 2    | Igor Astapkovich  | Équipe unifiée de l’ex-URSS | 81,96 m     |
| 3    | Igor Nikulin      | Équipe unifiée de l’ex-URSS | 81,38 m     |
| 4    | Jud Logan         | États-Unis                  | 79,00 m     |
| 5    | Tibor Gecsek      | Hongrie                     | 77,78 m     |
| 6    | Jüri Tamm         | Estonie                     | 77,52 m     |
| 7    | Heinz Weis        | Allemagne                   | 76,90 m     |
| 8    | Lance Deal        | États-Unis                  | 76,84 m     |

### Lancer du javelot hommes
| Rang | Athlète            | Pays                        | Performance |
| ---- | ------------------ | --------------------------- | ----------- |
| 1    | Jan Železný        | Tchéquie                    | 89,66 m     |
| 2    | Seppo Raaty        | Finlande                    | 86,60 m     |
| 3    | Steve Backley      | Royaume-Uni                 | 83,38 m     |
| 4    | Kimmo Kinnunen     | Finlande                    | 82,62 m     |
| 5    | Sigurður Einarsson | Islande                     | 80,34 m     |
| 6    | Juha Laukkanen     | Finlande                    | 79,20 m     |
| 7    | Mike Barnett       | États-Unis                  | 78,64 m     |
| 8    | Andrey Shevchuck   | Équipe unifiée de l’ex-URSS | 77,74 m     |

### Lancer du javelot femmes
| Rang | Athlète            | Pays                        | Performance |
| ---- | ------------------ | --------------------------- | ----------- |
| 1    | Silke Renk         | Allemagne                   | 68,34 m     |
| 2    | Natalya Shikolenko | Équipe unifiée de l’ex-URSS | 68,26 m     |
| 3    | Karen Forkel       | Allemagne                   | 66,86 m     |
| 4    | Tessa Sanderson    | Royaume-Uni                 | 63,58 m     |
| 5    | Trine Hattestad    | Norvège                     | 63,54 m     |
| 6    | Heli Rantanen      | Finlande                    | 62,34 m     |
| 7    | Petra Meier        | Allemagne                   | 59,02 m     |
| 8    | Dulce Garcia       | Cuba                        | 58,26 m     |

## Épreuves combinées

### Décathlon hommes
| Rang | Athlète          | Pays                        | Performance |
| ---- | ---------------- | --------------------------- | ----------- |
| 1    | Robert Zmelik    | Tchéquie                    | 8 611 pts   |
| 2    | Antonio Penalver | Espagne                     | 8 412 pts   |
| 3    | Dave Johnson     | États-Unis                  | 8 309 pts   |
| 4    | Dezső Szabó      | Hongrie                     | 8 199 pts   |
| 5    | Robert Muzzio    | États-Unis                  | 8 195 pts   |
| 6    | Paul Meier       | Allemagne                   | 8 192 pts   |
| 7    | William Motti    | France                      | 8 164 pts   |
| 8    | Ramil Ganiyev    | Équipe unifiée de l’ex-URSS | 8 160 pts   |

### Heptathlon femmes
| Rang | Athlète              | Pays                        | Performance |
| ---- | -------------------- | --------------------------- | ----------- |
| 1    | Jackie Joyner-Kersee | États-Unis                  | 7 044 pts   |
| 2    | Irina Belova         | Équipe unifiée de l’ex-URSS | 6 845 pts   |
| 3    | Sabine Braun         | Allemagne                   | 6 649 pts   |
| 4    | Liliana Nastase      | Roumanie                    | 6 619 pts   |
| 5    | Svetla Dimitrova     | Bulgarie                    | 6 464 pts   |
| 6    | Peggy Beer           | Allemagne                   | 6 434 pts   |
| 7    | Birgit Clarius       | Allemagne                   | 6 388 pts   |
| 8    | Urszula Włodarczyk   | Pologne                     | 6 333 pts   |